# Ngân Sơn (xã)
Ngân Sơn là một xã ở phía bắc của tỉnh Thái Nguyên, Việt Nam.

## Địa lý
Xã Ngân Sơn có vị trí địa lý:
- Phía đông giáp xã Bằng Vân và tỉnh Cao Bằng
- Phía tây giáp xã Nà Phặc và xã Phúc Lộc
- Phía nam giáp xã Thượng Quan
- Phía bắc giáp tỉnh Cao Bằng và xã Bằng Vân.

Xã Ngân Sơn có diện tích 145,57 km², dân số năm 2025 là 8.260 người.

## Lịch sử
Tháng 6 năm 2025, xã Ngân Sơn được thành lập trên cơ sở nhập toàn bộ diện tích tự nhiên, quy mô dân số của xã Cốc Đán (diện tích tự nhiên là 65,91 km², dân số là 2.849 người), xã Đức Vân (diện tích tự nhiên là 28,64 km², dân số là 1.641 người) và thị trấn Vân Tùng (diện tích tự nhiên là 51,01 km², dân số là 3.770 người) của huyện Ngân Sơn. Trụ sở làm việc của xã nằm tại thị trấn Vân Tùng cũ.

## Hành chính
Đến năm 2019, xã Vân Tùng có tám thôn là Đèo Gió, Bản Súng, Khu I, Khu II, Khu Phố, Tân Ý I, Tân Ý II, Bản Liềng.
Xã Cốc Đán có 22 thôn là Thôm Sinh, Lũng Viền, Bản Pồm, Khuổi Diễn, Cốc Phia, Phia Khao, Nà Cháo, Khuổi Ngoài, Nà Coọt, Phiêng Lèng, Nà Vài, Pù Có, Coóc Moỏng, Hoàng Phài, Bản Sù, Tát Slịa, Nà Ngàn, Bản Pàu, Khuổi Slương, Nà Cha, Khuổi Hẻo, Phiêng Soỏng.
Xã Đức Vân có tám thôn là Bản Chang, Bản Đăm, Bản Tặc, Bản Duồi, Quan Làng, Phiêng Dượng, Nặm Làng, Nưa Phia..